# Rocca di Ravaldino
Die Rocca di Ravaldino, auch Rocca di Caterina Sforza genannt, ist eine Zitadelle in der Stadt Forlì in der italienischen Region Emilia-Romagna. Sie wurde im Hochmittelalter erbaut, dann aber ließen im 14. Jahrhundert sowohl die Ordelaffis als auch Egidio Albornoz sie restaurieren und verstärken; im 15. Jahrhundert wurde sie erweitert und heute dient sie zum Teil als Ausstellungsfläche, wogegen in einem großen Teil das Gefängnis der Stadt untergebracht ist.
Der Name „Ravaldino“ ist von einer älteren Befestigung namens „Bonzanino“ abgeleitet, vermutlich ein Ravelin (it.: rivellino), eine Art rudimentäre Festung, die in der Gegend des gleichnamigen Tores stand. Diese beiden Namen zog man zu „Ravaldino“ zusammen. Zwischen 1360 und 1371 wurde die Festung durch Errichtung einer kleinen Burg verstärkt, die den Kern des heutigen Gebäudes darstellt. Pino III. Ordelaffi beauftragte den Architekten Giorgio Marchesi Fiorentino mit der Projektierung der Befestigungen, die größtenteils unverändert bis in unsere Tage erhalten sind.
1481 wurde eine Burg und später die Zitadelle erbaut, letztere im Auftrag des neuen Herrn von Forlì, Girolamo Riario, der denselben Architekten mit den Arbeiten betraute. Ebenfalls wurden an beiden Außenseiten der Zitadelle der Cotogni-Ravelin und der Cesena-Ravelin angebaut. Die Anlage zeigte sich demzufolge als aus verschiedenen Baukörpern zusammengesetzt, die von einem komplizierten System aus Gräben, Brücken und Mauern umgeben war.
1496 ließ Caterina Sforza, Witwe von Girolamo Riario und Regentin für den Sohn der beiden, Ottaviano, einen dritten Ravelin und eine Zitadelle auf den Ruinen der Festung aus dem 14. Jahrhundert erbauen, durch deren Bau ein großer Teil des Palazzo Comunale zerstört wurde, um Baumaterial und bereits fertige architektonische Strukturen zu erhalten.
Mit dem Wachstum der Schusskraft der Artillerie und der Änderung der Belagerungstechniken verlor die Burg ihre Funktion als Verteidigungsbollwerk und wurde nach und nach zum Gefängnis. Unter den bekannten Häftlingen war auch Astolfo Guiderocchi; er war sogar einer der Ersten Anfang des 16. Jahrhunderts.
Das Stadtgefängnis als solches wurde im Inneren der Burg Ende des 19. Jahrhunderts errichtet und befindet sich heute noch in dem Gebäude.
Heute zeigt sich die Burg als imposantes Architekturstück mit rechteckigem Grundriss, niederen Rundtürmen und einem plumpen Bergfried mit quadratischem Grundriss.

## Beschreibung
Die Burg, wie sie heute erscheint, entstand durch die Umbauten von Pino III. Ordelaffi im 15. Jahrhundert; dieser ließ die Anlage aus dem 14. Jahrhundert beträchtlich erweitern. Anschließend an die Burg befindet sich eine Zitadelle, die Girolamo Riario und Caterina Sforza erbauen ließen, um eine große Garnison unterbringen zu können.
Die Zitadelle besteht aus nur zwei Türmen im Nordosten der Stadt, ziemlich weit von der Burg entfernt. Im 15. Jahrhundert war die Zitadelle von einem tiefen und breiten Graben umgeben, von dem heute nur noch Spuren sichtbar sind; er wurde ausgetrocknet und teilweise verfüllt, als die Festung nach und nach ihre Funktion verlor und in ein Gefängnis umgebaut wurde. In der Stadt erzählt man sich, dass der Graben, der in anderen Städten in der Regel aus hygienischen Gründen trockengehalten wird, in Forlì dagegen immer mit Wasser gefüllt war, vermutlich wegen Grundwassereinbrüchen.

### Der Bergfried

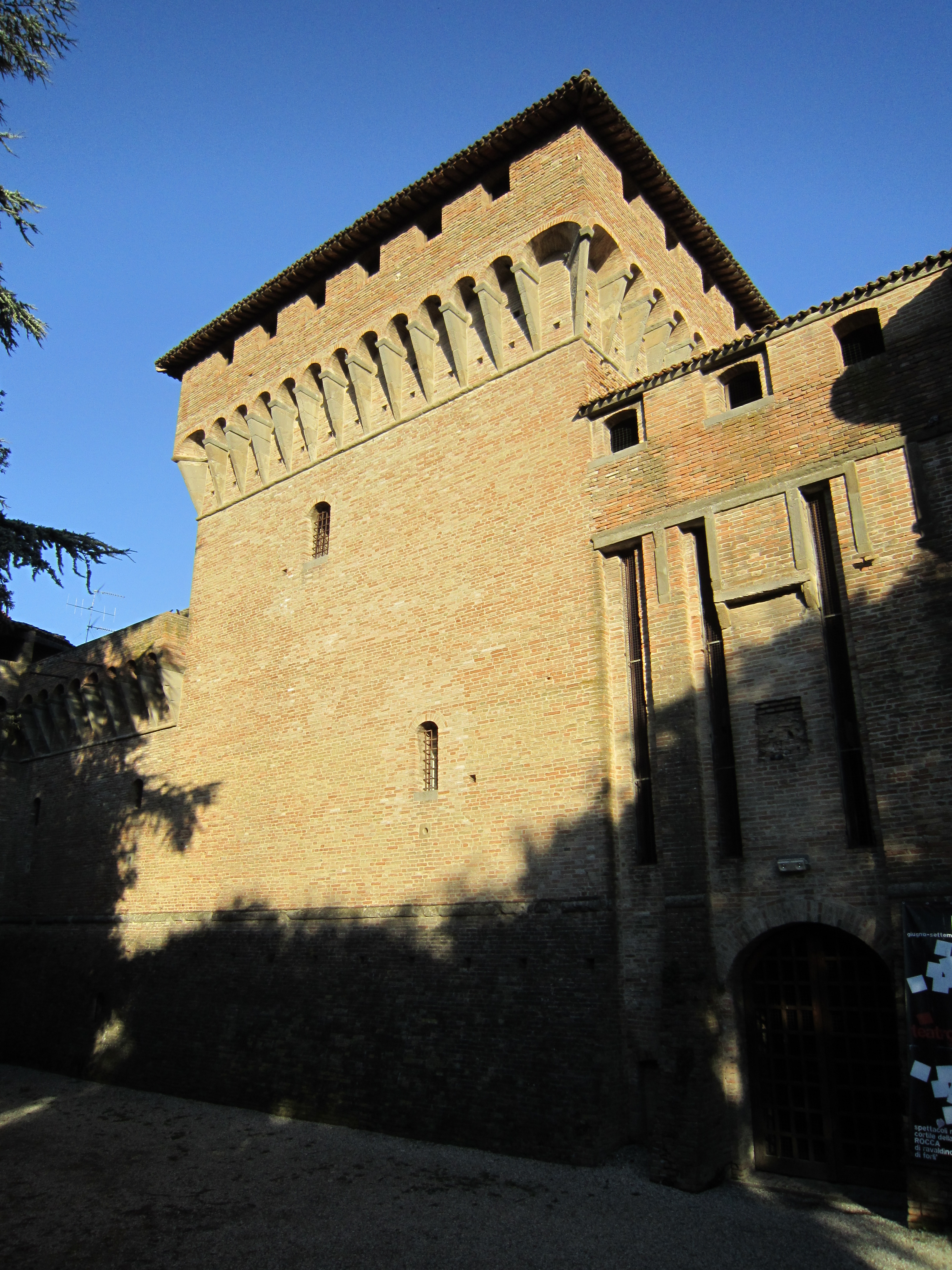
Der Bergfried

Der Bergfried hat einen quadratischen Grundriss und drei oberirdische Stockwerke und einen Keller. Dieser wurde als Lager genutzt und ermöglichte durch eine kleine Tür den Zugang zu einem weiteren unterirdischen Lager unter dem „Palatium“.
Der Bergfried hatte nur einen Zugang über eine Wendeltreppe, die alle Stockwerke miteinander verband. Die Luftzirkulation wurde durch einen Durchbruch in der an den Bergfried angeschlossenen Eingangshalle ermöglicht. Die Keller sind heute größtenteils mit Wasser gefüllt. Dies muss auch ein häufiges Problem im 15. Jahrhundert gewesen sein, da Cobelli bemerkt, dass der Keller mit Sickerwasser überflutet war.

## Geschichte
Zeugnisse für die Existenz einer Burg in der Stadt Forlì erschienen ab der Mitte des 13. Jahrhunderts, blieben aber das ganze 14. Jahrhundert hindurch sporadisch und enthalten nicht viele Informationen. Umfangreichere Hinweise gab es ab dem 15. Jahrhundert, als sich die mächtigeren Herren von Forlì einer zunehmenden Verbesserung der Befestigung verschrieben.

### Die Burg aus dem 14. Jahrhundert
Über die Burg von Ravaldino aus dem 14. Jahrhundert weiß man tatsächlich nicht viel und das, was bis heute erhalten ist, sind nur Fragmente.
Die ältesten Dokumente über eine Stadtbefestigung stammen aus dem Jahre 1253; es handelt sich um ein im Libro Biscia erhaltenes Dokument, das von einer Festung berichtet, von der jede Spur mit Ausnahme dieser Aufzeichnung verschwunden ist und die im Borgo Bonzanino lag. Diese Befestigung war wohl kein Kastell und keine Burg, sondern eher ein befestigter Palast, der ein Viertel namens „Bonzanino“ beherrschte, von dem in der weiteren Stadtgeschichte keine Spur mehr erhalten geblieben ist. Diese Befestigung war von einem Graben umgeben, der seinerseits mit dem Graben verbunden war, der die Stadt umgab. Das Viertel Bonzanino stand dort außerhalb der Mauern und war die Fortsetzung des Viertels Merloni jenseits der Stadtmauern.
In einem Dokument vom 8. August 1332 gibt es erste Hinweise auf den Bau einer kleinen Burg: Die Gemeinde Bagnacavallo zahlte Geld in die Stadtkasse von Forlì zur Finanzierung einer kleinen Burg. 1371 beschrieb Anglic Grimoard in seiner Descriptio provinciæ Romandiolæ die Existenz zweier kleiner Burgen in Forlì, die der Kardinal umbauen, befestigen und ästhetisch verbessern wollte. Von einer der beiden lieferte der Kardinal eine grobe Beschreibung ihrer Lage: „Roccha Ravaldini, posita a parte superiori versus montes, in qua moratur unis castellanus cum XV famulis.“ (dt.: Rocca Ravaldina im oberen Teil gegen die Berge, in der sich ein Kastellan mit 15 Familien aufhält.) So übermittelte er uns indirekt einen Hinweis auf die Größe der Burg. Angesichts der Garnison in der Burg kann man eine mittelgroße Burg annehmen.
Weitere Daten über die Burg stammen erst aus dem 15. Jahrhundert und wurden von Giovanni di Mastro Pedrino, dem Geschichtsschreiber der Stadt, geliefert. Zur Zeit der Beschreibung durch Pedrino, 1423, war die Burg noch die aus dem 14. Jahrhundert ohne größere Veränderungen. Die Burg war „alquando scoçada“ (dt.: ziemlich ruinös) und darüber hinaus wegen fehlender Bewaffnung nicht zu verteidigen, wurde aus vielen Gründen von der Bevölkerung gestürmt und an verschiedenen Stellen demoliert. Im Falle eines Aufruhrs oder bei einem Machtwechsel versuchten die Bewohner der Burg im Namen ihres Herrn oder dessen, der ihnen die Macht verliehen hatte, einer Belagerung zu widerstehen, indem sie versuchten, die Kontrolle über die Stadt zu behalten.
Dies lässt uns annehmen, dass die Burg aus dem 14. Jahrhundert vielleicht ganz anders als die aus dem 15. Jahrhundert war; diese war durch starke Mauern und Bewaffnung geschützt.
Reste der Burg aus dem 14. Jahrhundert kann man noch heute im Garten erkennen, der die heutige Burg umgibt. In der Folge der durch Caterina Sforza veranlassten Änderungen wurde der Burgteil aus dem 14. Jahrhundert zerstört, aber es bleiben Reste eines Turms erhalten, der aus der Zeit vor der der Herrin von Forlì stammte.

### Die Burg aus dem 15. Jahrhundert

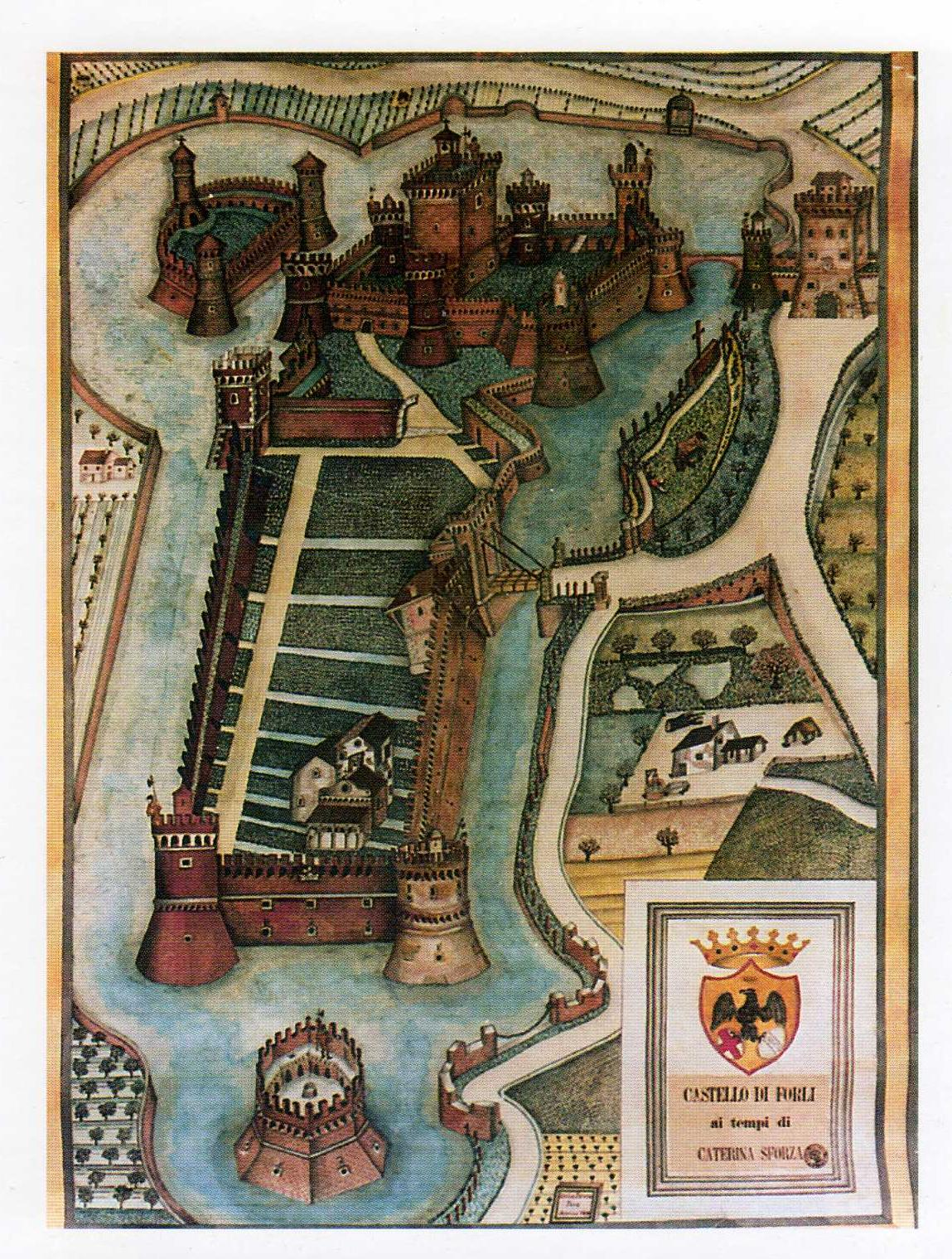
Burg und Zitadelle, wie sie am Übergang vom 15. zum 16. Jahrhundert aussahen (nach einer Zeichnung vom Beginn des 19. Jahrhunderts)

Bis zu den ersten Jahrzehnten des 15. Jahrhunderts war die Burg im Wesentlichen – mit Ausnahme von wenigen Umbauten – die des 14. Jahrhunderts. Es waren die neuen und mächtigeren Herren von Forlì, die ihre Erweiterung beschlossen.
Pino III. Ordelaffi verfügte die Erweiterung der Burg zu der Form, die wir heute sehen können. Caterina Sforza ließ nur kleinere Umbauten an der Burg anbringen, ließ aber die befestigte Zitadelle anfügen. Mit den Erweiterungsarbeiten wurde Mastro Giorgio Fiorentino, auch Mastro Giorgio Marchesi di Settignano genannt, betraut. Er war ein Architekt, der, zusammen mit seinen Söhnen, oft für die Sforzas arbeitete und sich mit dem Festungsplanung beschäftigte.
Die Arbeiten begannen am 10. Juni 1471 und nach dem Fall der Ordelaffis am 14. Juni 1481 fiel die Baustelle unter die Kontrolle der Riarios. Die alte Burg blieb bis 1483 in Gebrauch, dem Jahr, in dem Riario die neue Festung mit der ersten Wachgarnison belegte.

## Bildergalerie

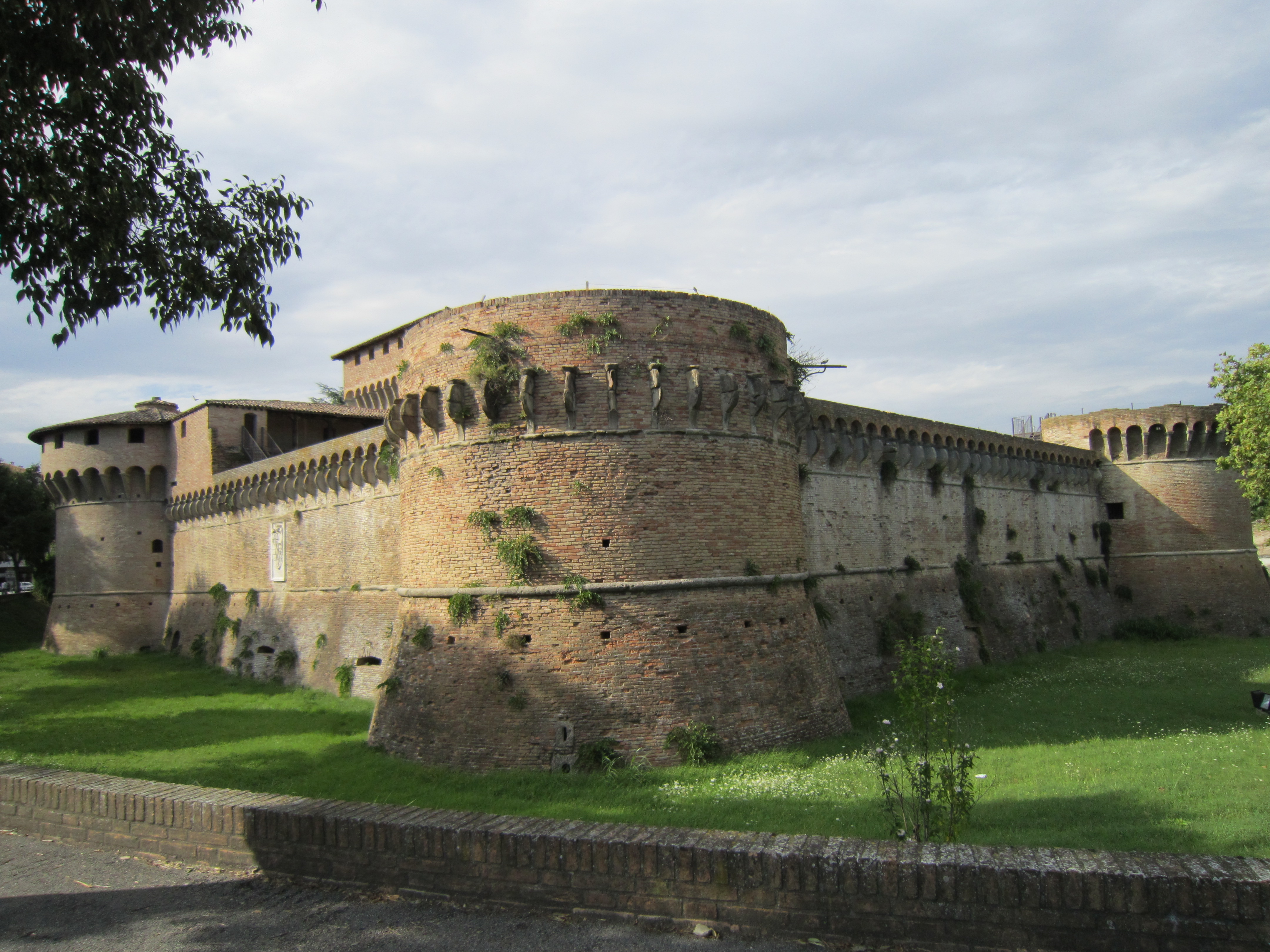
La rocca